# Jorge Pinchevsky
 (novembre 2011).
Jorge Isaac Pinchevsky (né le 10 septembre 1943 à Rosario, Province de Santa Fe, en Argentine et mort le 21 juin 2003 à La Plata, Province de Buenos Aires) est un violoniste de musique classique, de musique folklorique, de tango et de rock argentin. Dans ce dernier genre, il figure parmi les violonistes les plus renommés.
Il a participé à de nombreux orchestres et à de nombreux groupes pionniers du mouvement de rock argentin des années 1970 comme La Confrérie de la Fleur solaire (es) et Billy Bond y La Pesada del Rock and Roll (es). Il est connu en France pour sa participation au disque Shamal du groupe Gong en 1975.
En 1973, comme beaucoup d'autres musiciens, il émigre d'abord au Brésil, puis dans divers pays d'Europe. Il passe plus de dix ans à l'étranger, joue en Espagne et en France avec différents groupes musicaux et enseigne à Paris. Durant toute sa carrière, il collabore à de nombreux albums d'autres artistes, parmi lesquels Billy Bond (es), Sui Generis, Kubera Diaz, Alejandro Medina, Claudio Gabis (es), Charly García et le groupe Gong. Il est le premier à introduire le violon solo au sein du rock argentin.
Dans les années 1980, on le retrouve à Grenoble où accompagné de deux ou trois autres musiciens de jazz et de tango, il enflamme régulièrement l'ambiance au café concert "La Soupe au Choux" par la virtuosité et la passion de son violon. Il amuse également la galerie avec sa chanson emblématique aux dépens de la junte militaire qui sévissait alors en Argentine.

## Biographie

### Début
Jorge Pinchevsky est né le 10 septembre 1943 dans la ville de Rosario, et a grandi à La Plata, capitale de la province de Buenos Aires. Cinq ans après que ses parents lui ont acheté un violon, il a commencé ses études au Conservatoire local, alors dirigé par Alberto Ginastera. Après sa formation, il fut membre de l'Orchestre symphonique, de l'Orchestre municipal et de l'Orchestre de Chambre de l'Université de La Plata. Il est également membre d'orchestres de tango et de groupes folkloriques.

### Violoniste rock
En 1972, alors qu'il est suppléant au violon de l'Orchestre symphonique, Pinchevsky est allé voir un ami dans une communauté hippie de La Plata et y a rencontré les membres du groupe La Cofradia de la Flor solaire et Alejandro Médine, le bassiste de blues du trio dissous Manal. Dans un  article sur Pinchevsky Jorge, adieu au la violoniste de rock argentin, publié par le magazineRolling Stone en juillet 2003, le journaliste Claudio Kleiman décrit la rencontre:
« Pin a été un bon exemple de comment le rock a métamorphosé  toute une génération. Musicien de Conservatoire, il jouait dans l'orchestre de La Plata quand il a pris contact avec la vie communautaire et artistique de la Confrérie de La Flor solaire. En quelques jours, il avait électrifié son instrument et délaissé l'orchestre pour toujours. »
Peu après, Pinchevsky rejoint le groupe Billy Bond y La Pesada del Rock and Roll, dirigé par le producteur de musique Billy Bond (es), avec lequel il participe à de nombreuses présentations, comme dans le film documentaire Rock hasta que se ponga el sol (Rock jusqu'à ce que le soleil se couche). Il a même enregistré son premier solo. Il a aussi enregistré avec Claudio Gabis (es), Alejandro Medina et Kubera Diaz, parmi d'autres membres de "La Pesada", a participé à deux œuvres discographiques de Sui Generis, Vida (es) et Pequeñas anécdotas sobre las instituciones (es) (Petites anecdotes sur les institutions). Il joua aussi dans la version reprise par La Pesada du succès La Biblia (es) de Vox Dei et dans la chanson Tontos. Vers la fin de l'année 1973, plusieurs membres du groupe ont décidé d'émigrer au Brésil, mettant fin à l'existence de l'ensemble. Quelques mois plus tard, Pinchevsky s'est exilé vers le même pays, se contentant pour un temps de Buzios, une ville côtière Carioca.

## L'Europe

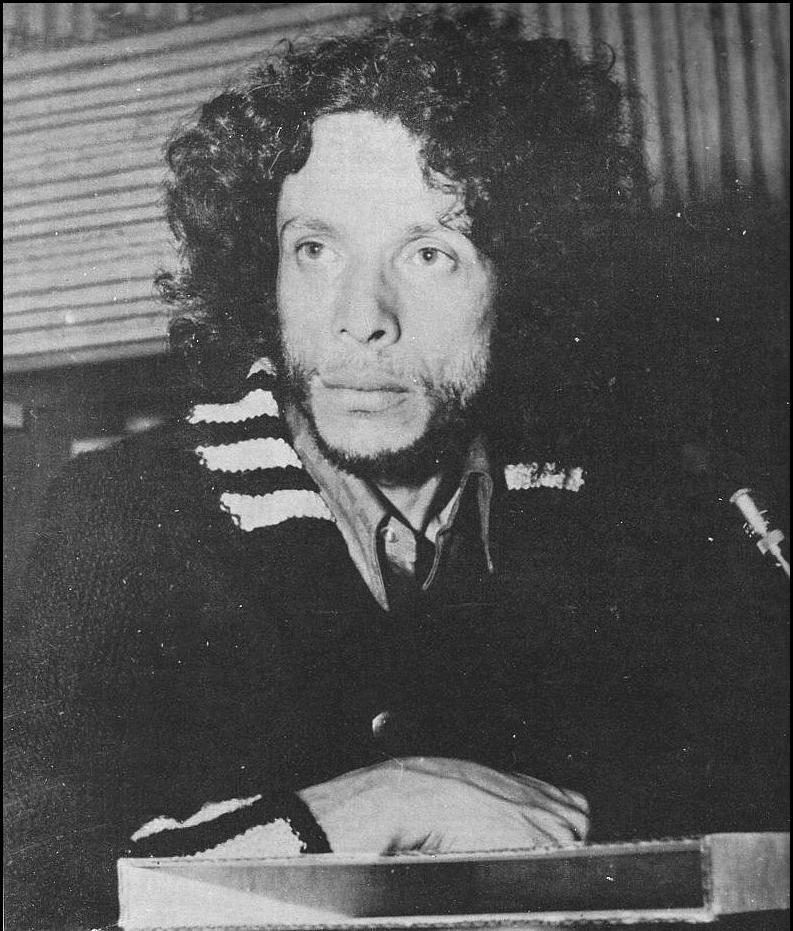
Jorge Pinchevsky en 1974, époque à laquelle il émigra, d'abord au Brésil, puis s'établit en Europe pour plusieurs années.

Après son séjour au Brésil, il s'installe en 1974 en Europe, résidant alternativement en Espagne et en France, où il joue avec des groupes de divers styles musicaux. Il fait d'abord partie du groupe français Clearlight, dirigé par le claviériste Cyrille Verdeaux. Puis, il fait partie du groupe anglo-français de rock progressif Gong qui enregistre l'album Shamal (1975), produit par Nick Mason, le batteur de Pink Floyd, et l'album Gong live Sherwood Forest publié en 1975 et réédité en 2005. Il accompagne également dans ses tournées un ancien membre de  Genesis Steve Hackett, avec Steve Hillage. Parallèlement, il réalisé des activités d'enseignement à Paris et d'autres villes françaises et espagnoles.

## Retour en Argentine
Il retourne en Argentine en 1985, surprenant son entourage et en particulier ses amis et sa famille, car la rumeur de sa mort en Europe s'était répandue. Initialement, il s'installe dans la province de Mendoza où il rejoint le groupe de blues Alcohol Etílico. Plus tard, il déménage à Buenos Aires, où il fait partie de plusieurs groupes et joue dans des clubs de blues et le rock. En 1994, il participe et assure le violon solo de l'opéra-rock La hija de la lágrima (La fille à la larme) de Charly García, et en 1995 dans Convocatoria de Claudio Gabis. Il a également été l'un des fondateurs du groupe The Band Big Samovar, avec qui il enregistre son deuxième album solo. En 1997, il joue dans le film 24 horas (Algo está por explotar).
Père de quatre enfants, il passe les dernières années de sa vie à Berisso. Durant cette période, il continue à jouer, fait des programmes de radio FM à Ensenada et donne des cours particuliers de violon, guitare et percussions. En juin 2003, il fut renversé par un cycliste dans le centre de La Plata. Le choc de sa tête provoqua une lésion non prise en charge à temps. Le lendemain de l'accident, il fut victime d'une crise cardiaque fatale. Ses restes ont été enterrés dans le cimetière de la ville de Berisso. Pin, comme ses amis l'appelaient, est décédé à l'âge de 59 ans.

## Discographie

### En soliste
- Jack et sa magie du violon Pinchevsky avec La Pesada del Rock and Roll (es) (1973)
- Jorge Pinchevsky and Big Bang Samovar (1995)

### Groupes et collaborations
- Claudio Gabis (es) y La Pesada del Rock and Roll (1973)
- "Tontos", Billy Bond y La Pesada del Rock and Roll (1973)
- Alejandro Medina y La Pesada del Rock and Roll (1973)
- Kubero Diaz y La Pesada del Rock and Roll (1973)
- Claudio Gabis (es) (1974)
- Vida Sui Generis (1974)
- Miguel Cantilo y Grupo Sur (1975)
- Gong - Shamal (1975)
- Alcohol Etílico- Envasado en Origen (1986)
- Charly García - La Hija de la Lágrima (1994)
- Claudio Gabis, Convocatoria (1995)
- Jorge Pinchevsky y la Samovar Big Bang (1995)
- Arbolito - La Mala Reputación (2000)
- Gong - Live in the Sherwood Forest '75 (2005)